# Xanthoparmelia barthlottii
Xanthoparmelia barthlottii är en lavart som beskrevs av Elix & U. Becker. Xanthoparmelia barthlottii ingår i släktet Xanthoparmelia och familjen Parmeliaceae.   Inga underarter finns listade i Catalogue of Life.